# Nsenkwa
Nsenkwa è una circoscrizione rurale (rural ward) della Tanzania situata nel distretto di Mlele, regione di Katavi. Conta una popolazione di 9 528 abitanti (censimento 2022).